# クロード・トーマス・スミス
クロード・トーマス・スミス（Claude Thomas Smith, 1932年3月13日 - 1987年12月13日）は、20世紀中期に活躍したアメリカ合衆国の作曲家。

## 人物・来歴
ミズーリ州に生まれ、ファイエットのセントラル・メソジスト大学でホルンと作曲を学ぶ。大学時代に朝鮮戦争のため兵役を勤め、軍楽隊の一員でもあった。その後、高校の教師を務め、カンザス大学で作曲と理論を教える傍ら、ウィンガート・ジョーンズ出版社などの編集長に就任し、主に自己作品の出版に力を入れる。
アメリカ軍楽隊との関係が深く、Air Force（空軍）、Marine（海兵隊）、Navy（海軍）、Army Field（野戦陸軍）の軍楽隊に作曲を委嘱されており、これらは技術的に高度な作品が多く人気も高い。またゲストクリニシャンや指揮者としても活躍した。1987年12月13日、教会で合唱付オーケストラを指揮したのを最後に心臓発作でこの世を去る。55歳没。
吹奏楽作品は知られているだけで125曲ほどあり、初期の作品Emperata Overtureから、スミスが亡くなってから出版されたLegacyまで、またきわめて高難度の作品から教育的な平易なものまで、多様な作品が書かれている。今日でもこれらの作品の人気は低下することなく演奏されている。その他にも合唱作品や管弦楽作品、室内楽なども作曲している。

## 主要作品
- フェスティヴァル・ヴァリエーション（Festival Variations）

20世紀の吹奏楽作品の中でも記念碑的な作品と表現される。アメリカ空軍ワシントンバンドと当時の隊長アーナルド・D・ゲイブリエル大佐の委嘱で作曲。1982年2月10日、アメリカ合衆国音楽教育者協会とテキサス州立音楽教育者協会の合同コンベンションの席上、ゲイブリエル大佐指揮のワシントンバンドで初演され、大反響を起こした。
この作品に対する賞賛をゲイブリエル大佐はメッセージとして残し、これはフルスコアにも掲載されている。「高度な演奏技術と現代的な奏法、ロマンティシズム溢れるサウンドの全てが凝縮されたこの作品は間違いなく今世紀の記念碑的作品となるだろう」（抜粋）
冒頭やコーダにおけるホルンのファンファーレは音域が広く非常に演奏が難しいが、これは当時のワシントンバンドの首席ホルン奏者が大学時代のスミスのライバルであったことから、わざと難しく書いたという有名なエピソードが残っている。
- 華麗なる舞曲（Danse Folâtre）

アメリカ吹奏楽界において最高の実力を誇るアメリカ空軍軍楽隊の演奏能力と音楽水準の高さに挑戦した作品。1986年に米空軍軍楽隊と当時の隊長ジェイムズ・M・バンクヘッド中佐からの委嘱で作曲。同年12月20日、シカゴのミッドウェストバンドクリニック時に米空軍軍楽隊の演奏によって初演された。
この作品の評価については意見が二分するが、少なくとも演奏にあたっては高度な技術を持つ奏者でなければ太刀打ちできない。またピッコロ・トランペットの起用に加え、特殊打楽器群の多用、ホルンに対する挑戦的なパッセージなど、スミスの独創的且つ力強い発想がふんだんに取り入れられている。
スミスの作品中最も演奏が困難な作品である。
- ルイ・ブルジョワの賛歌による変奏曲（Variations on a Hymn by Louis Bourgeois）

アメリカ海兵隊バンドと隊長ジョン・ブージェワーの委嘱によって1984年に作曲。トランペットに重要な役割が与えられている。
- 独立賛歌による変奏曲（Variations on a Revolutionary Hymn）

合衆国憲法採択200周年を記念し、陸軍野戦部隊バンド の委嘱で1987年に作曲。スミスの生前に発表された最後の作品である。
- ファンファーレ・バラード&ジュビリー（Fanfare, Ballard & Jubilee）
- コンサートマーチ「フライト」 (Flight)

アメリカ国立航空宇宙博物館の「公式マーチ」に採用されている。
- 古いアメリカの賛歌による序曲 (Overture on an Early American Folk Hymn）
- クリスマス・キャロルによる狂詩曲 (Rhapsody on Christmas Carols)
- エターナル・ファーザー，ストロング・トゥ・セイブ(Eternal Father, Strong to Save)